# Різдвяний короп
Різдвяний короп — найголовніша страва чеської різдвяної вечері. В Чехії короп символізує багатство, до того чехи вірять, що саме ця риба виконує бажання. Традиція готувати коропа на Різдво стала популярною в Чехії лише в XIX столітті. Рецепт приготування різдвяного коропа з часом набув популярності в Німеччині, Угорщині та Австрії. У Чехії та інших країнах рибу до Різдва спеціально відгодовують у ставках, а за два тижні до свята торгують прямо з бочки свіжим уловом.

## Рецепт

### Інгредієнти
- свіжий короп вагою до 1,5 кг — 1 шт.;
- гриби (печериці) — 200 грам;
- цибуля середня — 1 шт.;
- сухе біле вино — 50 мл;
- сік 1 лимона + 0,5 лимона для прикраси;
- вершкове масло — 80-100 грам;
- сіль, перець, спеції (н-р, для риби) за смаком.

### Приготування[3]
Коропа почистити, випатрати, видалити зябра, промити і обсушити (краще використовувати паперові рушники). Цибулю і печериці дрібно нарізати. Обсмажити цибулю на розігрітому вершковому маслі (40–50 г). Додати гриби і тушкувати під кришкою 7 хвилин, потім влити вино і тушкувати ще 5 хвилин. Другу частину масла просто розтопити окремо. Рибу зовні і зсередини натерти сіллю, меленим перцем і спеціями. Полити коропа лимонним соком і змастити розтопленим вершковим маслом. Нафарширувати коропа начинкою з цибулі і грибів, щоб начинка не випадала під час запікання, краї черевної частини скріпити дерев'яними шпажками. Вистелити деко фольгою, змастити її вершковим маслом. Викласти на фольгу коропа. Запікати в розігрітій до 180 градусів духовці від 35 до 45 хвилин (в залежності від ваги риби). В процесі запікання поливати рибу розтопленим маслом, щоб вийшла хрустка скоринка. Викласти готову рибу на плоску тарілку, прибрати дерев’яні шпажки, зробити неглибокі розрізи на тушці, прикрасити шматочками лимона, подавати з білим вином.

## Цікаві факти
У Кракові у  грудні 2020 року до Різдва приготували за ініціативи Бартоломея Шчочара, власника рибного господарства «Долина Бендковська» 10 тисяч порцій коропа, капусту з горохом і випічку. Організатори зазначили, що акція спрямована на те, щоб люди вийшли з дому, спробували безкоштовної смакоти та створили одне одному святковий настрій.